# Józefów (województwo opolskie)
Józefów (dodatkowa nazwa w j. niem. Josefsgrund) – wieś w Polsce, położona w województwie opolskim, w powiecie prudnickim, w gminie Biała. Historycznie leży na Górnym Śląsku, na ziemi prudnickiej. Położona jest na terenie Wysoczyzny Bialskiej, będącej częścią Niziny Śląskiej.
Nieoficjalną kolonią wsi jest Józefówek.
W latach 1975–1998 miejscowość należała administracyjnie do ówczesnego województwa opolskiego.
Według danych na 2011 wieś była zamieszkana przez 120 osób.

## Nazwa
W Spisie miejscowości województwa śląsko-dąbrowskiego łącznie z obszarem ziem odzyskanych Śląska Opolskiego wydanym w Katowicach w 1946 wieś wymieniona jest pod polską nazwą Józefowiec. W opracowanej w 1971 przez Powiatowy Inspektorat Statystyczny w Prudniku Statystycznej charakterystyce miejscowości w gromadach powiatu prudnickiego, miejscowość została wymieniona pod nazwami Józefów i Józefówek. 24 listopada 2008 wprowadzono dodatkową nazwę wsi w języku niemieckim – Josefsgrund.
W historycznych dokumentach nazwę miejscowości wzmiankowano w różnych językach oraz formach: Josephgrund (1784), Josephsgrund (1845), Josefsgrund (1941), Josefsgrund – Józefów, -owa, józefowski (1948), Józefów, -fowa (1980).

## Geografia

### Położenie
Wieś jest położona w południowo-zachodniej Polsce, w województwie opolskim, około 2,5 km od granicy z Czechami, na Wysoczyźnie Bialskiej, tuż przy granicy gminy Biała z gminą Lubrza. Należy do Euroregionu Pradziad. Leży na obszarze 184 ha. Ma charakter rolniczy. Głównymi uprawami są tutaj buraki cukrowe, rzepak i pszenica. Leży na terenie Nadleśnictwa Prudnik (obręb Prudnik).

### Środowisko naturalne
W Józefowie panuje klimat umiarkowany ciepły. Średnia temperatura roczna wynosi +8,0 °C. Duże zróżnicowanie dotyczy termicznych pór roku. Średnie roczne opady atmosferyczne w rejonie Józefowa wynoszą 626 mm. Dominują wiatry zachodnie.

## Historia

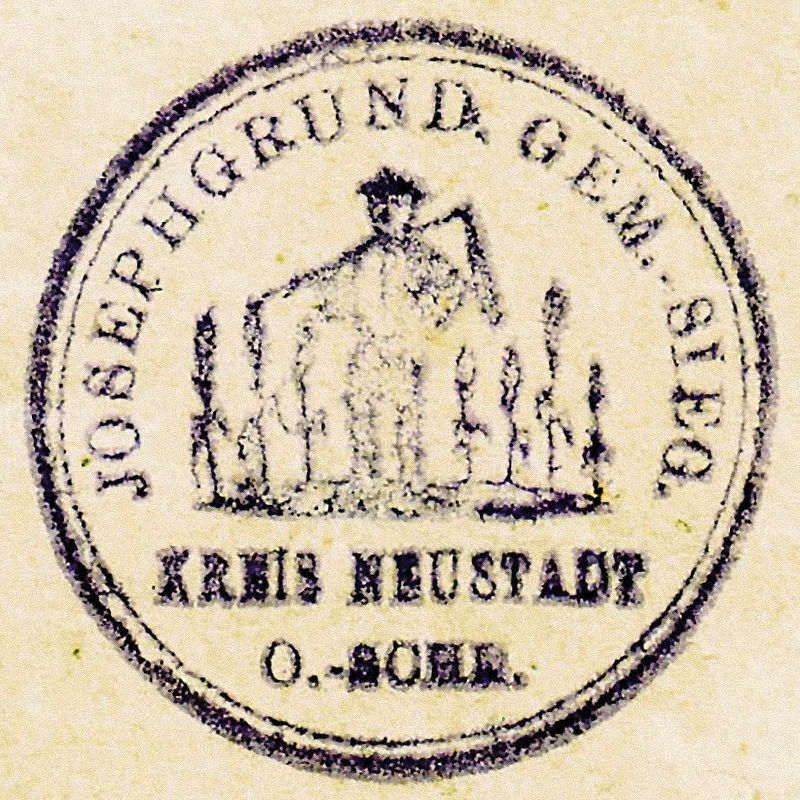
Pieczęć Józefowa (1913)

Józefów został założony w ramach kolonizacji fryderycjańskiej w pierwszej połowie XVIII wieku na karczowisku. Pierwsza wzmianka o nim pochodzi z 1757 (Volwark Josephsgrund). Była to wieś zagrodnicza. Wieś posiadała swoją własną pieczęć, która przedstawiała w polu chłopa z cepem na ramieniu, po lewej cztery i po prawej trzy kłosy zboża, a w otoku napis: IOSEPHGRUND. GEM. SIEG. / KREIS NEUSTADT O.-SCHL. (pol. Gmina Józefów / Powiat Prudnicki, Górny Śląsk).

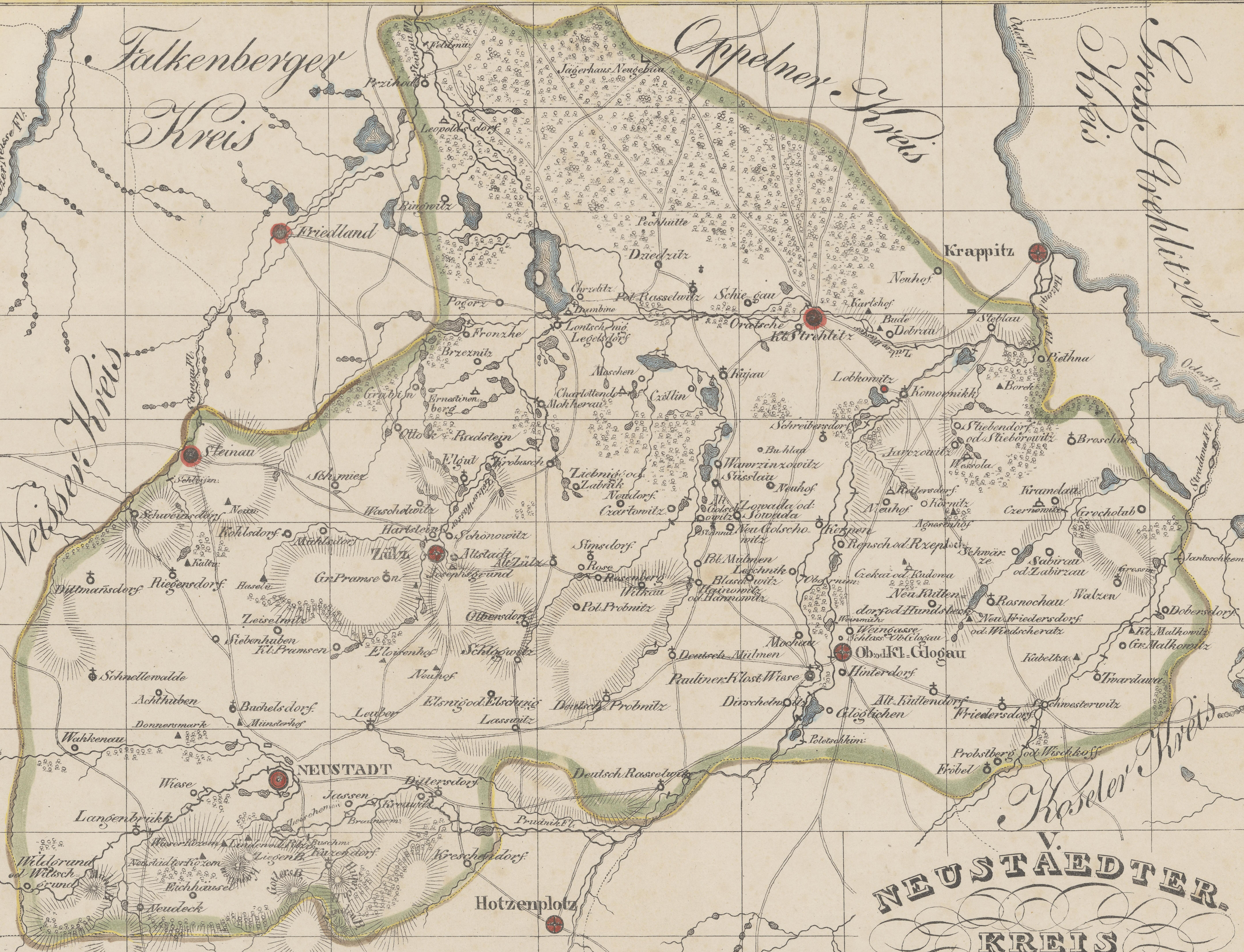
Józefów (Josephsgrund) wśród miejscowości ziemi prudnickiej na mapie z XIX wieku

Według spisu ludności z 1 grudnia 1910, na 184 mieszkańców Józefowa 33 posługiwało się językiem niemieckim, a 151 językiem polskim. W 1921 w zasięgu plebiscytu na Górnym Śląsku znalazła się tylko część powiatu prudnickiego. Józefów znalazł się po stronie zachodniej, poza terenem plebiscytowym. Podczas II wojny światowej w marcu 1945 w „grobie nieznanych żołnierzy” na cmentarzu w Józefowie pochowano 8 Niemców poległych w czasie walk w pobliżu wsi. W okresie walk o Prudnik w kwietniu i maju 1945 Rosjanie tymczasowo ewakuowali przez Józefów do Strzeleczek niemieckich i polskich mieszkańców Prudnika i okolicznych wsi.
W latach 1945–1950 Józefów należał do województwa śląskiego, a od 1950 do województwa opolskiego.
W połowie 1946 we wsi działał gminny komitet Polskiej Partii Socjalistycznej. W 1949 we wsi znajdowała się szkoła podstawowa prowadzona przez Inspektorat Szkolny w Prudniku. W 1992 przy drodze obok cmentarza w Józefowie powstał pomnik upamiętniający 18 mieszkańców wsi, którzy zginęli podczas II wojny światowej. W 2011 Józefów przystąpił do Programu Odnowy Wsi Opolskiej.

## Mieszkańcy
Miejscowość zamieszkiwana jest przez mniejszość niemiecką oraz Ślązaków. Mieszkańcy wsi posługują się gwarą prudnicką, będącą odmianą dialektu śląskiego.

### Liczba mieszkańców wsi
- 1871 – 120[23]
- 1885 – 177[24]
- 1905 – 184[25]
- 1910 – 184[15]
- 1933 – 178[26]
- 1939 – 156[26]
- 1966 – 165[27]
- 1998 – 126[28]
- 2002 – 111[28]
- 2009 – 114[28]
- 2011 – 120[28]
- 2013 – 115[29]

## Pomniki i obiekty upamiętniające

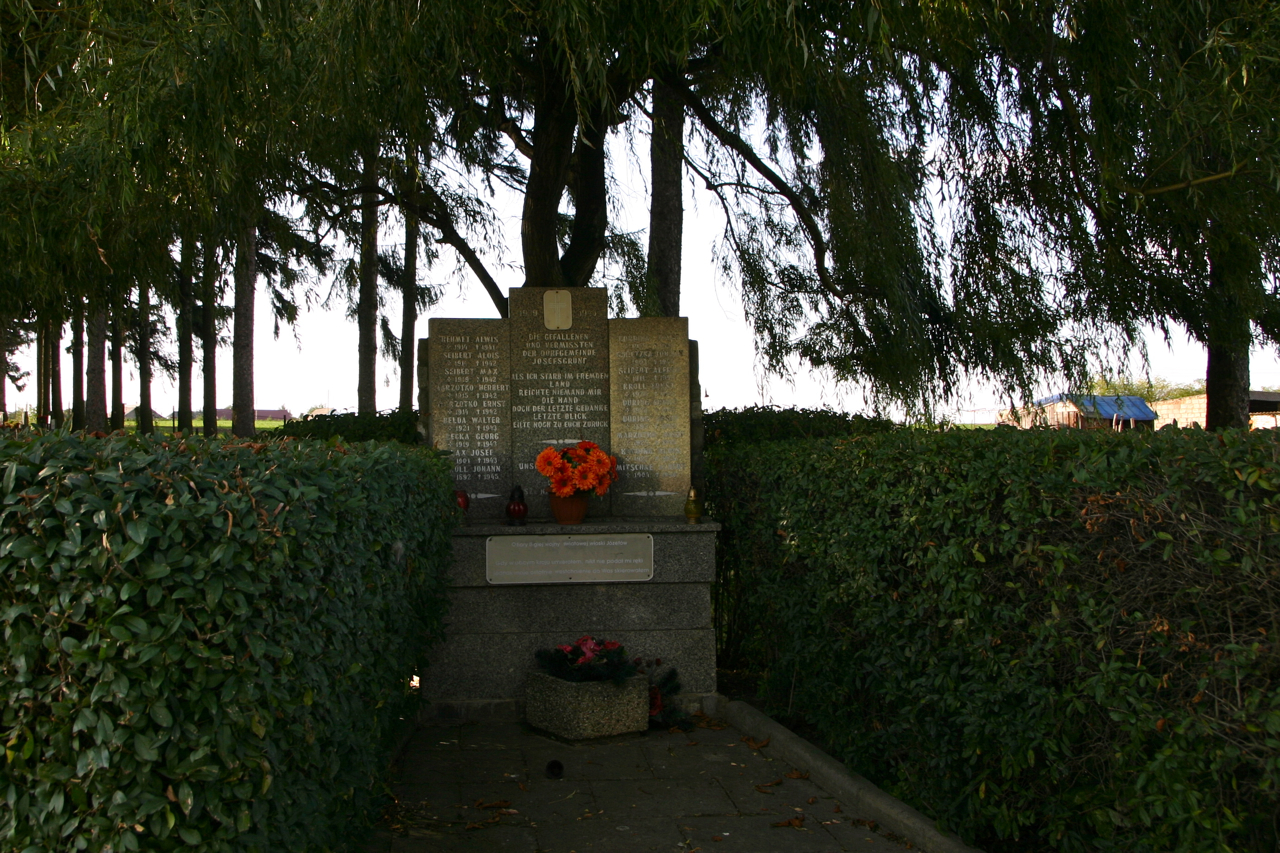
Pomnik upamiętniający mieszkańców poległych w II wojnie światowej

- Pomnik poległych w II wojnie światowej – pomnik przy drodze obok cmentarza w Józefowie powstały w 1992 jako upamiętnienie mieszkańców wsi, którzy polegli w II wojnie światowej. Znajduje się na nim motyw Krzyża Żelaznego, a także napisy w języku niemieckim i polskim: „DIE GEFALLENEN UND VERMISSTEN DER DORFGEMEINDE JOSEFSGRUND. ALS ICH STARB IM FREMDEN LAND REICHTE NIEMAND MIR DIE HAND DOCH DER LETZTE GEDANKE LETZTE BLICK EHTE NOCH ZU EUCH ZURUCK”, „Ofiary II-giej wojny światowej wioski Józefów. Gdy w obcym kraju umierałem nikt nie podał mi ręki jednak moje ostatnie westchnienie do Was skierowałem”[30]. Zgodnie z kryteriami w sprawie upamiętnień na obszarze RP żołnierzy niemieckich przyjętymi w uchwale Rady Ochrony Pamięci Walk i Męczeństwa w 1995, pomnik został uznany za nieprawidłowy[20].

## Transport
W zarządzie Wydziału Drogownictwa Starostwa Powiatowego w Prudniku znajdują się drogi powiatowe: nr 1258O relacji Biała – Józefów oraz nr 1275O relacji Dobroszewice – Józefów – Olszynka.

## Religia
Katolicy z Józefowa należą do parafii Wniebowzięcia Najświętszej Maryi Panny w Białej (dekanat Biała). We wsi znajduje się kaplica św. Józefa.

## Turystyka
Oddział PTTK „Sudetów Wschodnich” w Prudniku ustanowił turystyczną Odznakę Krajoznawczą Ziemi Prudnickiej, którą zdobywa się poprzez zwiedzenie odpowiedniej liczby obiektów w miejscowościach położonych na ziemi prudnickiej, w tym w Józefowie. Przez Józefów przebiega trasa Kolarskiego Rajdu Dookoła Ziemi Bialskiej, za przejechanie którego PTTK Prudnik przyznaje odznakę.

## Bezpieczeństwo

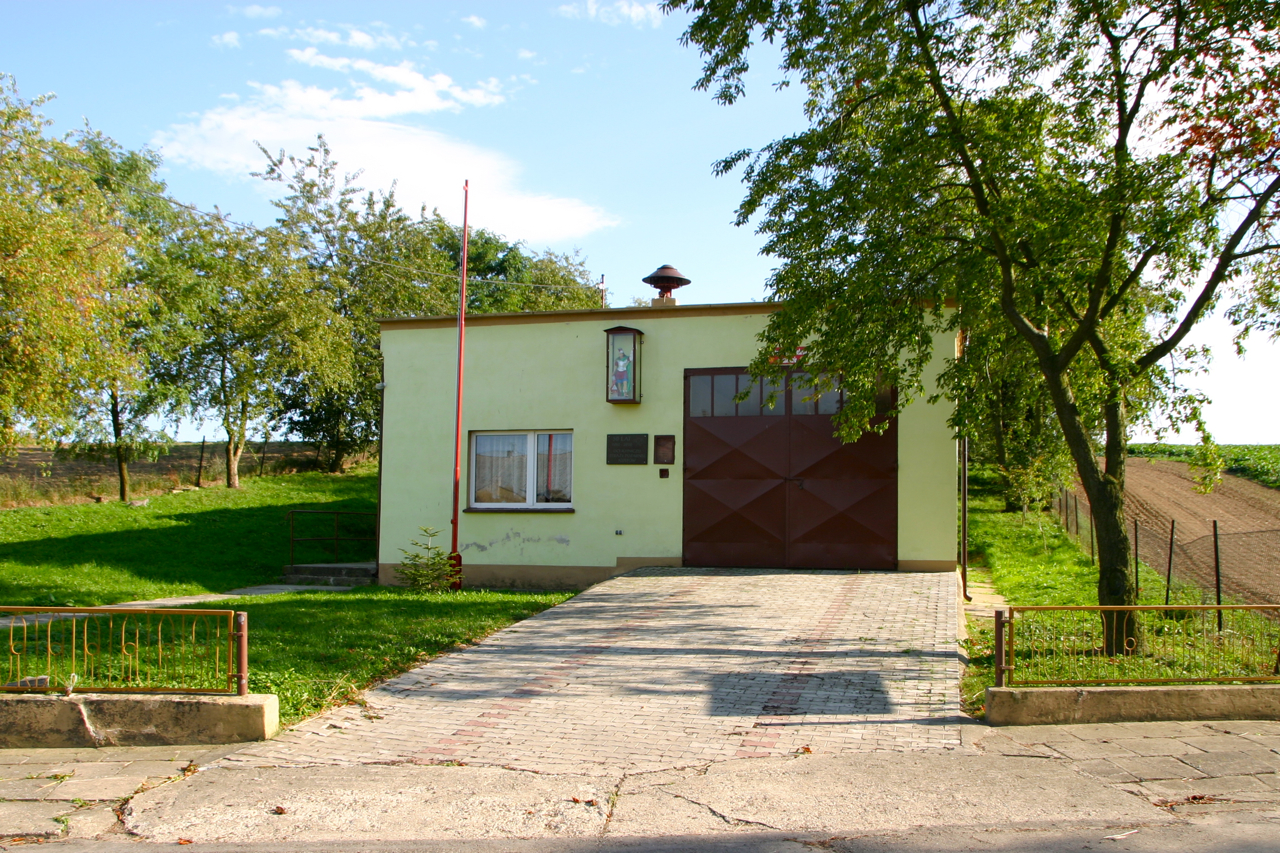
Remiza OSP Józefów

W zakresie ochrony przeciwpożarowej oraz innych miejscowych zagrożeń w Józefowie działa jednostka Ochotniczej Straży Pożarnej.
Miejscowość jest pod opieką dzielnicowego rejonu służbowego nr 15 Komendy Powiatowej Policji w Prudniku (Posterunek Policji w Białej).
Teren wsi, jak i całej gminy Biała, położony jest w strefie nadgranicznej w związku z czym Straż Graniczna dysponuje, na tym obszarze, specjalnymi kompetencjami w zakresie bezpieczeństwa. Gminę Biała obejmuje zasięgiem służbowym placówka Straży Granicznej w Opolu ze Śląskiego Oddziału SG.

## Galeria

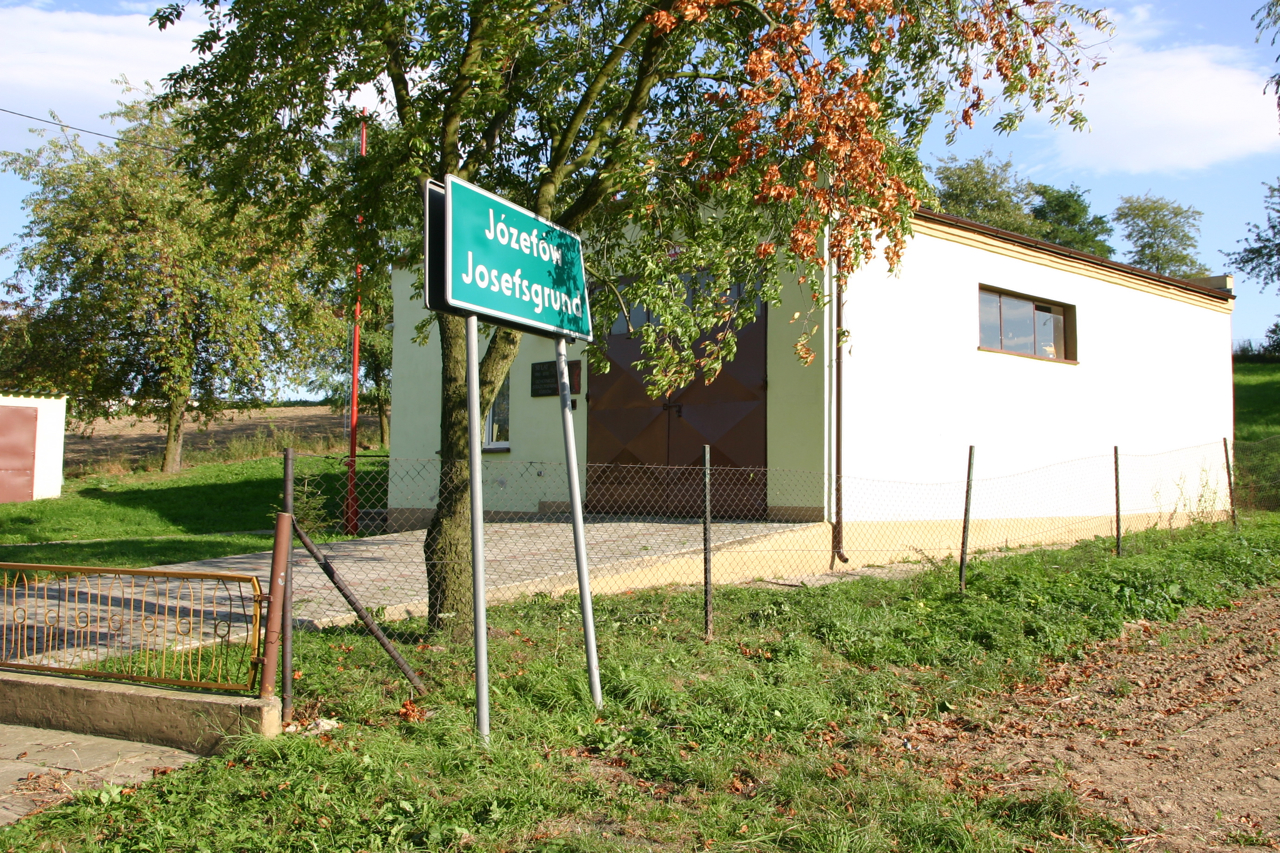
Wjazd do Józefowa od strony Dobroszewic
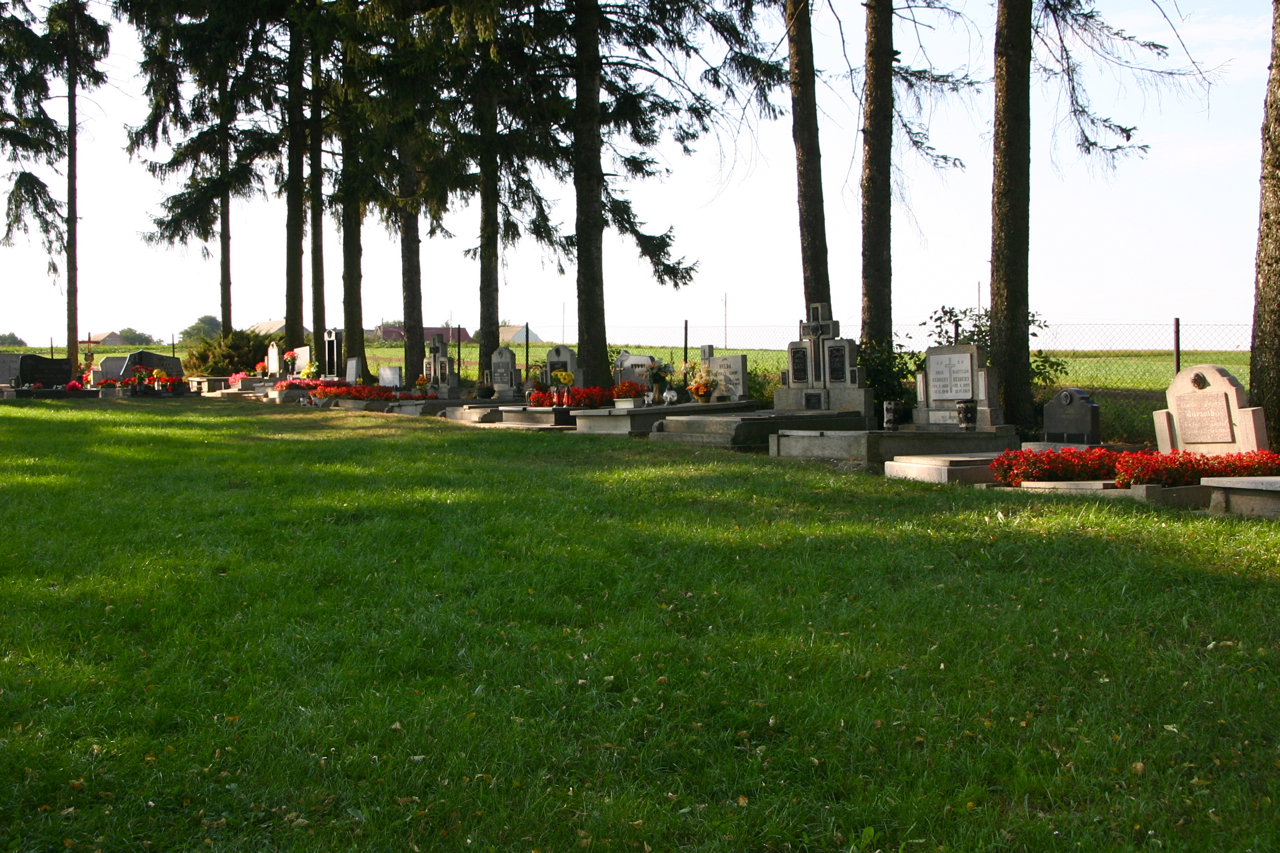
Cmentarz
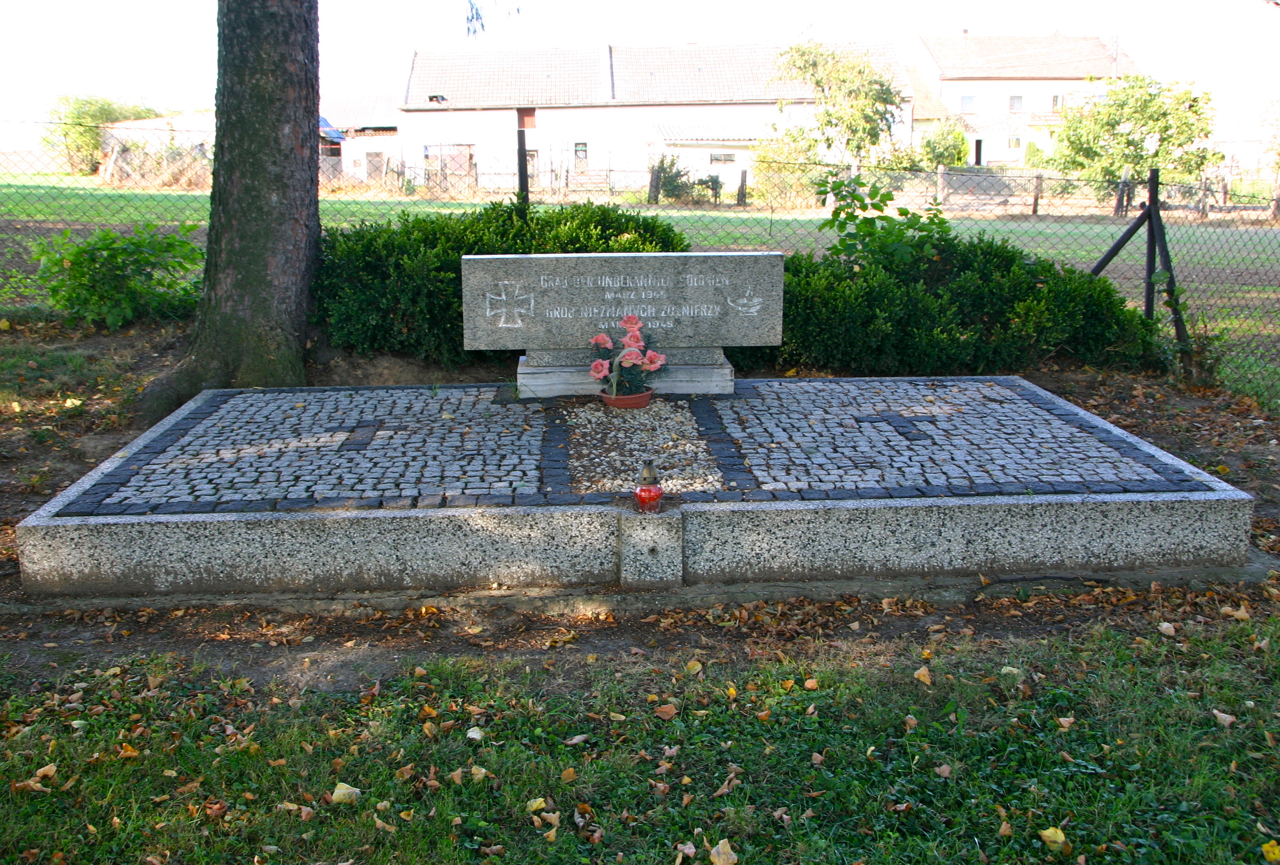
Grób nieznanych żołnierzy
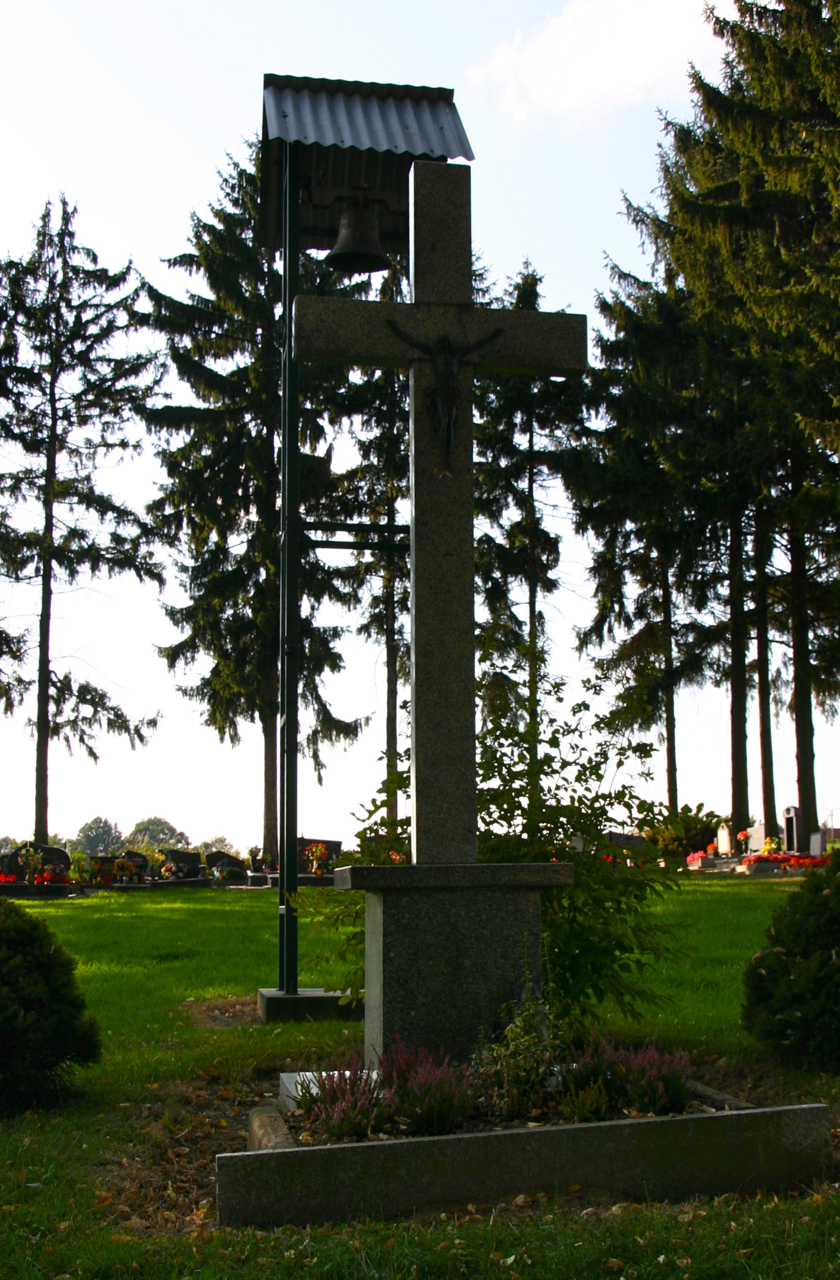
Krzyż i dzwon na cmentarzu